# EFAF Cup 2004
Der EFAF Cup 2004 war die dritte Auflage des damals zweitwichtigsten Wettbewerbs für American-Football-Vereinsmannschaften auf europäischer Ebene.

## Gruppenphase

### Gruppe A
| Datum  | Kickoff | Heim             | Ergebnis                                       | Gast                    | Stadion               |
| ------ | ------- | ---------------- | ---------------------------------------------- | ----------------------- | --------------------- |
| 9. Mai | 15:00   | Tyrolean Raiders | 42:8 (21:0, 7:8, 14:0, 0:0) Bericht, Statistik | Stockholm Mean Machines | Tivoli-Neu, Innsbruck |

### Gruppe B
| Datum   | Kickoff | Heim               | Ergebnis                                         | Gast               | Stadion                                 |
| ------- | ------- | ------------------ | ------------------------------------------------ | ------------------ | --------------------------------------- |
| 8. Mai  | 16:30   | Danube Dragons     | 21:16 (7:10, 0:3, 7:3, 7:0) Bericht, Statistik   | Farnham PA Knights | Stadion Happyland, Klosterneuburg       |
| 15. Mai | 19:30   | Zürich Renegades   | 35:28 (14:0, 21:7, 0:14, 0:7) Bericht, Statistik | Danube Dragons     | Stadion Uster                           |
| 23. Mai | 12:00   | Farnham PA Knights | 21:13 (7:3, 0:0, 7:7, 7:3) Bericht, Statistik    | Zürich Renegades   | Varsity Sports Centre, Guilford, Surrey |

|    | Verein             | Sp | TD    | Diff. | Punkte |
| -- | ------------------ | -- | ----- | ----- | ------ |
| 1. | Farnham PA Knights | 2  | 37:34 | +3    | 2:2    |
| 2. | Zürich Renegades   | 2  | 48:49 | −1    | 2:2    |
| 3. | Danube Dragons     | 2  | 49:51 | −2    | 2:2    |

### Gruppe C
| Datum   | Kickoff | Heim           | Ergebnis                                       | Gast       | Stadion                      |
| ------- | ------- | -------------- | ---------------------------------------------- | ---------- | ---------------------------- |
| 22. Mai | 12:00   | Roskilde Kings | 6:38 (0:12, 0:14, 6:6, 0:6) Bericht, Statistik | London O’s | Stadium Roskilde Idraetspark |

### Gruppe D
| Datum   | Kickoff | Heim              | Ergebnis                                       | Gast              | Stadion                     |
| ------- | ------- | ----------------- | ---------------------------------------------- | ----------------- | --------------------------- |
| 8. Mai  | 15:00   | Donetsk Scythians | 17:15 Statistik                                | Moscow Tanks      | Stadium Locomotive, Donetsk |
| 16. Mai | 14:00   | Moscow Tanks      | 13:34 (7:7, 0:6, 0:7, 6:14) Bericht, Statistik | Donetsk Scythians | Spartak 2, Moskau           |

## Halbfinale
| Datum   | Kickoff | Heim               | Ergebnis                                         | Gast              | Stadion                                  |
| ------- | ------- | ------------------ | ------------------------------------------------ | ----------------- | ---------------------------------------- |
| 5. Juni | 17:00   | Tyrolean Raiders   | 49:16 (21:0, 21:0, 7:0, 0:16) Bericht, Statistik | London O’s        | Tivoli-Neu, Innsbruck                    |
| 6. Juni | 12:00   | Farnham PA Knights | 20:0 (Wertung)                                   | Donetsk Scythians | Varsity Sports Centre, Guildford, Surrey |

## Finale
| Datum    | Kickoff | Heim             | Ergebnis                                        | Gast               | Stadion               |
| -------- | ------- | ---------------- | ----------------------------------------------- | ------------------ | --------------------- |
| 25. Juni | 19:30   | Tyrolean Raiders | 45:0 (14:0, 21:0, 0:0, 10:0) Bericht, Statistik | Farnham PA Knights | Tivoli-Neu, Innsbruck |